# Mitsuru Adachi
Mitsuru Adachi (jap. あだち充 lub właściwie 安達 充 Adachi Mitsuru; ur. 9 lutego 1951 w Isesaki) – japoński mangaka. 
Adachi zadebiutował w 1970 roku, publikując mangę pt.: Kieta bakuon, opartą na dziele stworzonym początkowo przez Satoru Ozawa. Kieta bakuon została opublikowana w "Deluxe Shōnen Sunday", czasopiśmie wydawanym przez wydawnictwo Shōgakukan.

## Twórczość
- Rainbowman (1972–1973, pierwotnie stworzony przez Kohan Kawauchi)
- Little Boy (1974, pierwotnie stworzony przez Mamoru Sasaki)
- Heart no A (1975, pierwotnie stworzony przez Akira Saiga)
- Hirahira-kun Seishun Jingi (1975–1976, pierwotnie stworzony przez Mamoru Sasaki)
- Gamushara (1976, pierwotnie stworzony przez Jūzō Yamasaki)
- Hatsukoi Koshien (1976, pierwotnie stworzony przez Jūzō Yamasaki)
- Hirahira-kun Seishun Ondo (1976–1977, pierwotnie stworzony przez Mamoru Sasaki)
- Nakimushi Koshien (1977, pierwotnie stworzony przez Jūzō Yamasaki)
- Hirahira-kun Seishun Taiko (1977–1978, pierwotnie stworzony przez Mamoru Sasaki)
- Nine (1978–1980)
- Sekiyo yo Nobore!! (1979, pierwotnie stworzony przez Jūzō Yamasaki)
- Oira Hokago Wakadaisho (1979–1980)
- Hiatari Ryoko! (1979–1981)
- Miyuki (1980–1984)
- Touch (1981–1986)
- Short Program (1985–1995)
- Slow Step (1986–1991)
- Rough (1987–1989)
- Niji Iro Togarashi (1990–1992)
- H2 (1992–1999)
- Jinbe (1992–1997)
- Boken Shonen (1998–2006)
- Itsumo Misora (2000–2001)
- Katsu! (2001–2005)
- Idol Ace (2005–2007)
- Cross Game (2005–2010)
- Q and A (2009-2012)
- Mix (2012-) – spin-off mangi Touch, którego akcja ma miejsce 26 lat później